# 鴨頜龍屬
鴨頜龍（學名：Penelopognathus）是禽龍類鴨嘴龍超科的一屬，生存於白堊紀早期。化石是一個破碎的右齒骨化石，發現於蒙古的Bayin-Gobi地層。模式種是魏氏鴨頜龍（P. weishampeli），是由比利時皇家科學院的帕斯卡·迦得弗洛伊特（Pascal Godefroit）等人所命名。

## 外部連結
- Penelopognathus weishampeli （页面存档备份，存于） from DinoData.org (Contains abstract of original paper)
- Iguanodontia from Thescelosaurus! site.